# Abessinische Gladiole
Die Abessinische Gladiole (Gladiolus murielae), auch Stern-Gladiole genannt, ist eine Pflanzenart aus der Gattung der Gladiolen (Gladiolus) in der Familie der Schwertliliengewächse (Iridaceae).

## Merkmale
Die Abessinische Gladiole ist eine ausdauernde krautige Pflanze, die Wuchshöhen von 60 bis 110 Zentimeter erreicht. Als Überdauerungsorgane bildet dieser Geophyt Knollen, die bis zu 2,5 Zentimeter breit sind. Die Blätter sind bis zu 2,5 Zentimeter breit. Die 1 bis 6, manchmal bis 10 Blüten duften. Die Perigonröhre ist (6) 7 bis 10 Zentimeter lang, gekrümmt und sehr schlank. Die Perigonzipfel sind 2 bis 3 Zentimeter lang, ungefähr gleich, sternförmig ausgebreitet und weiß gefärbt. Mit Ausnahme des obersten haben alle im Schlund einen schwarzroten, rhombischen Fleck.
Die Blütezeit reicht von Juli bis September.

## Vorkommen
Die Abessinische Gladiole kommt in Ostafrika von Äthiopien und Eritrea bis Malawi und Mosambik auf schwach beschatteten Felsstandorten vor.

## Systematik
Gladiolus murielae Kelway hat die Synonyme: Gladiolus callianthus Marais, Acidanthera bicolor Hochst.
Eine Varietät der Abessinischen Gladiole ist Gladiolus callianthus var. murielae Perry. Die Pflanzen sind meist höher, der Stängel ist rau und die Perigonflecken sind kastanienrot.

## Nutzung
Die Abessinische Gladiole wird zerstreut als Zierpflanze für Rabatten in Gruppen und Sommerrabatten sowie als Schnittblume genutzt. Sie ist seit spätestens 1895 in Kultur. Kultiviert wird meist die die Varietät murielae.